# Aeroportul Brandywine
Aeroportul Brandywine (IATA: OQN, ICAO: KOQN, FAA LID: OQN) este un aeroport din Pennsylvania, Statele Unite ale Americii ce deservește zona West Goshen Township⁠(d). Aeroportul a fost tranzitat în 2019 de 104 pasageri.
Situat la o altitudine de 142 m, aeroportul dispune de 1 pistă.

## Infrastructură

### Piste
Aeroportul dispune de o singură pistă. Pista 09/27 are suprafața de asfalt și dimensiunile 3.347 picioare × 50 picioare. 